# Rudolf von Scheliha

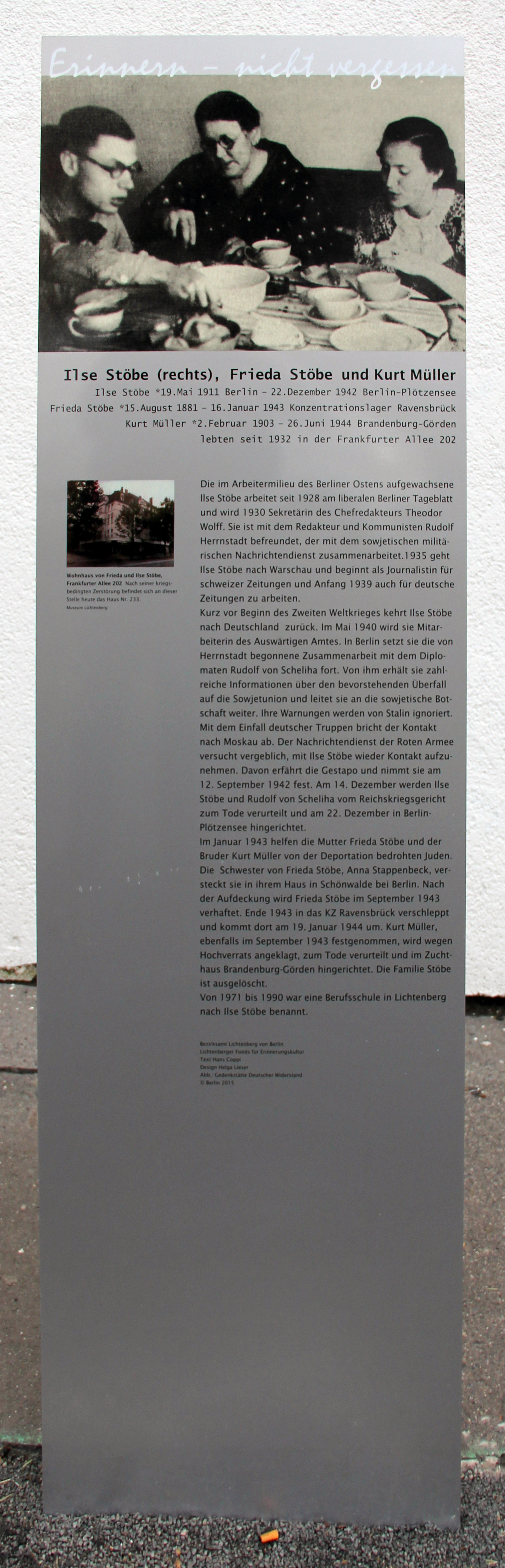
Tablica pamiątkowa przy Frankfurter Allee 233 w Berlinie

Rudolf von Scheliha (ur. 31 maja 1897 w Cieślach pod Oleśnicą, zm. 22 grudnia 1942 Berlin-Plötzensee) – niemiecki dyplomata, wieloletni pracownik niemieckiego MSZ i podległych mu jednostek konsularnych.
Rudolf von Scheliha pochodził ze śląskiej rodziny właścicieli ziemskich, a dziadek ze strony matki, Johannes von Miquel, był nadburmistrzem Frankfurtu nad Menem, później pruskim ministrem finansów.
W czasie I wojny światowej służył w kawalerii. W 1921 ukończył studia prawnicze na Uniwersytecie Wrocławskim, od 1922 pracownik niemieckiego MSZ (Auswärtiges Amt), konsul niemiecki w Pradze, Konstantynopolu, Ankarze i Katowicach, 1932-1939 sekretarz ambasady III Rzeszy w Warszawie, 1939-1942 tajny radca w niemieckim MSZ, od 1933 członek NSDAP.
W czasie pobytu w Polsce polskim i żydowskim znajomym pomagał unikać prześladowań gestapo. W czerwcu 1941 roku nawiązał kontakt z polską agentką, związaną z organizacją wywiadowczą Muszkieterów, Klementyną Mańkowską.
W końcu października 1942 roku został aresztowany przez gestapo i skazany za zdradę stanu na śmierć przez powieszenie. Wyrok wykonano 22 grudnia 1942 roku w więzieniu Plötzensee.